# Willi Bolle
Stefan Wilhelm "Willi" Bolle (Berlim, 23 de março 1944) é um professor e crítico literário alemão. É conhecido principalmente por seus trabalhos sobre Guimarães Rosa e Walter Benjamin. É professor titular da Universidade de São Paulo e foi professor visitante na Universidade Stanford e na Universidade Livre de Berlim.

## Obras selecionadas
Livros
- Fórmula e Fábula: Teste de uma gramática narrativa, aplicada aos contos de Guimarães Rosa (1973)
- Fisiognomia da Metrópole Moderna. Representação da História em Walter Benjamin (1994)
- grandesertão.br - o romance de formação do Brasil (2004)
- Boca do Amazonas: sociedade e cultura em Dalcídio Jurandir (2020)

Artigos
- "A linguagem gestual no teatro de Brecht" (1976)
- "Grande sertão: cidades" (1995)
- "As siglas em cores no Trabalho das passagens, de W. Benjamin" (1996)
- "O pacto no Grande Sertão – Esoterismo ou lei fundadora?" (1997)
- "O sertão como forma de pensamento" (1998)
- "Diadorim: a paixão como médium-de-reflexão" (2001)
- "Representação do povo e invenção de linguagem em Grande sertão: veredas" (2002)
- "O Mediterrâneo da América Latina: a Amazônia na visão de Euclides da Cunha" (2005)

## Prêmios
- 2007 - Prêmio Jabuti pela organização da tradução de Passagens, de Walter Benjamin.[5]
- 2014 - Título honorífico de Cidadão do Pará.[6]